# Mirai Ninja
Mirai Ninja (未来忍者) ist ein japanisches Arcade-Beat-’em-up von Namco aus dem Jahr 1988. Im selben Jahr erschien eine gleichnamige Verfilmung zum Spiel. Am 16. Dezember 2021 erschien der Titel als Teil der Arcade Archives für Playstation 4 und Nintendo Switch.
Der Cyborg-Ninja namens Shiranui muss die entführte Prinzessin Saki retten. Um sie zu retten, muss er eine Armee Cyborg-Ninjas bekämpfen. Der Spieler steuert den Ninja, der gegen verschiedene Feinde und Bosse kämpfen muss, indem er auf sie Shurikens wirft. Zudem kann er die Feine auch mit dem Schwert zerschmettert. Die Lebensanzeige im Spiel verwendet die Kanjizahlen.
Die japanische Zeitschrift Game Machine listete das Spiel im Januar 1989 als zehnterfolgreichstes Arcade-Spiel des Monats.